# Marie Joseph Massol
Pour les articles homonymes, voir Massol.
 Marie Joseph Massol , né le 18 octobre 1773 à Toulouse (Haute-Garonne), mort le 9 août 1838 à Toulouse (Haute-Garonne), est un militaire français de la Révolution et de l’Empire.

## États de service
Il entre en service le 1er février 1790, comme soldat au régiment de Piémont, il devient fourrier le 25 avril 1792, sergent-major le 30 septembre 1793, et il fait les campagnes de 1792 à l’an IV inclusivement à l’armée du Rhin.
Le 26 mai 1795, il passe comme lieutenant en second au 4e bataillon de sapeurs, et il sert à l’armée des côtes de l’Océan pendant l’an V et l’an VI, où il est nommé lieutenant en premier le 25 mars 1798. De l’an VII à l’an IX, il fait les campagnes avec l’armée de Rhin-et-Moselle, et de l’an X à l’an XIV, il est employé dans la 26e division militaire.
Il est fait chevalier de la Légion d’honneur le 18 décembre 1803, et il entre comme lieutenant en second dans les grenadiers à pied de la Garde impériale le 1er mai 1806. En 1806 et 1807, il participe aux campagnes de Prusse et de Pologne, et assiste aux batailles d’Iéna et d’Eylau.
En 1808 et 1809, il est affecté à l’armée d’Espagne, et il est créé chevalier de l’Empire le 9 mai 1808. Il est nommé lieutenant en premier le 9 avril 1809, et il rejoint la Grande Armée pour la campagne d’Allemagne. Le 22 mai 1809, il combat à Essling, et il est blessé d’un coup de mitraille à l’attaque du village de Gross-Aspern. Le 6 juillet suivant, il se signale encore à la bataille de Wagram.
Renvoyé en Espagne pendant les années 1810 et 1811, il sert à l’armée du Nord, et il reçoit son brevet de capitaine à la vieille garde le 21 mars 1811. En 1812, il prend part à la campagne de Russie, et le 18 janvier 1813, il est nommé chef de bataillon avec rang de major au 6e régiment de tirailleurs de la Garde impériale. Il est élevé au grade d’officier de la Légion d’honneur le 26 mai 1813.
En 1813, il se fait remarquer lors de la campagne de Saxe. Il se trouve aux batailles de Lützen le 2 mai, de Bautzen les 20 et 21 mai, de Dresde les 26 et 27 août, de Wachau, du 16 au 19 octobre, et de Hanau les 30 et 31 octobre 1813.
En 1814, il fait la campagne de France, et lors de la première restauration, il est fait chevalier de Saint-Louis le 26 octobre 1814. Il est placé avec son grade à la suite du 67e régiment d’infanterie de ligne le 8 novembre 1814. 
Licencié après la bataille de Waterloo, il est remis provisoirement en activité le 23 septembre 1815, au dépôt des compagnies qui servent à la formation de la légion de la Haute-Garonne, et il est nommé ensuite, lieutenant-colonel à la légion de Maine-et-Loire, qui deviendra le 24e régiment d’infanterie de ligne le 23 octobre 1820. Le 23 mai 1821, il est promu colonel au 19e régiment d’infanterie de ligne, et il est admis à solde de retraite le 1er janvier 1823.
Il meurt le 9 août 1838 à Toulouse.

## Dotation
- Le 1er février 1808, donataire d’une rente de 500 francs sur le Mont-de-Milan.

## Sources
- A. Lievyns, Jean Maurice Verdot, Pierre Bégat, Fastes de la Légion-d'honneur, biographie de tous les décorés accompagnée de l'histoire législative et réglementaire de l'ordre, Tome 4, Bureau de l’administration, 1844, 640 p. (lire en ligne), p. 196.
- « Cote LH/1780/41 », base Léonore, ministère français de la Culture
- Vicomte Révérend, Armorial du premier empire, tome 3, Honoré Champion, libraire, Paris, 1897, p. 202.
- « La noblesse d’Empire » (consulté le 29 juillet 2016)